# Drzewica

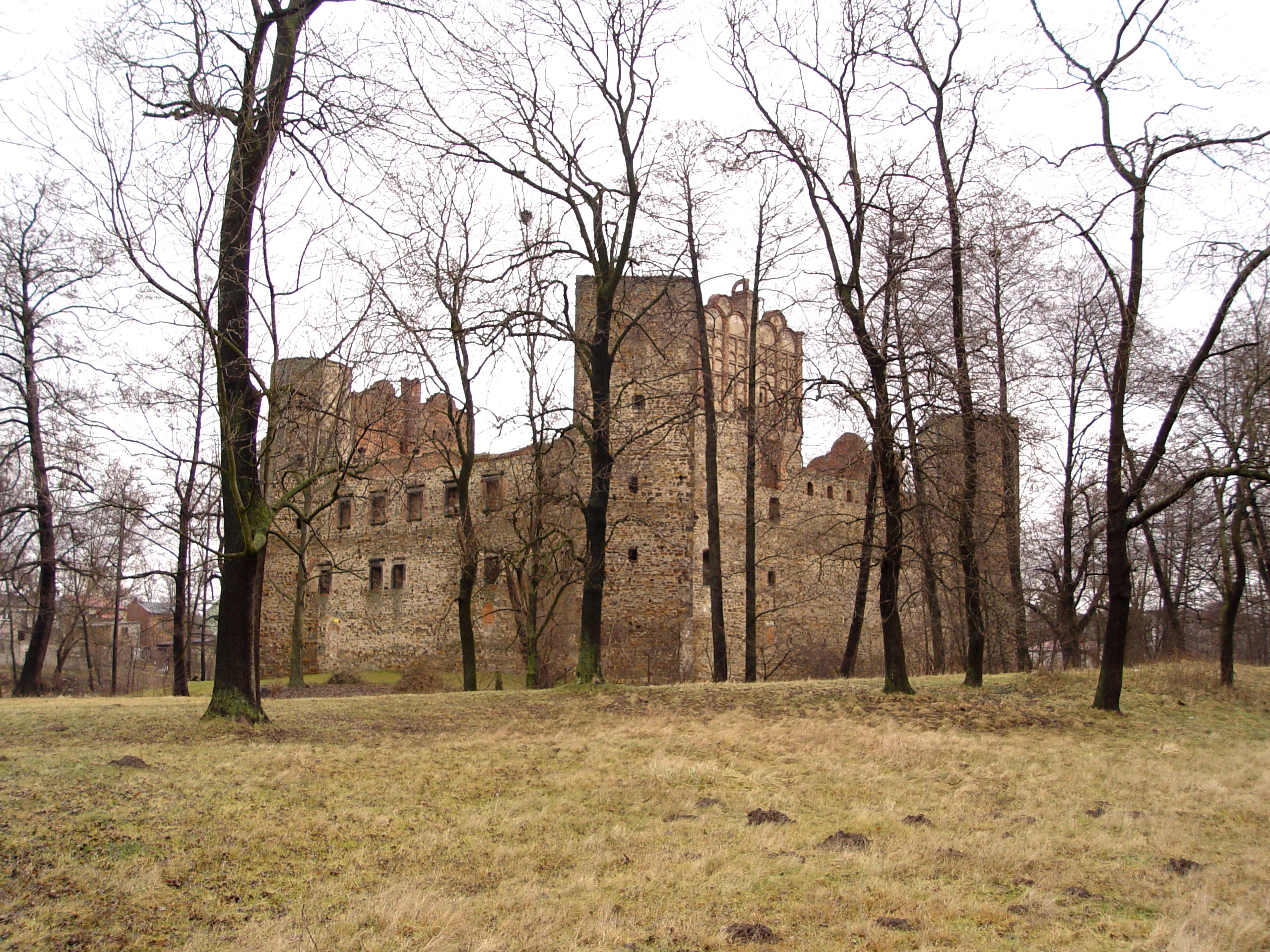
Lâu đài

Drzewica là một thị trấn thuộc hạt Opoczno, tỉnh Łódź, phía đông nam Ba Lan. Thị trấn nằm trên sông Drzewiczka, một nhánh của sông Pilica. Diện tích của thị trấn là 4,9 km. Tính đến năm 2016, dân số của thị trấn là 3.913 người với mật độ 800 người/km.

## Lịch sử
Thị trấn Drzewica được thành lập từ thế kỷ 13, khi hoàng tử Konrad I của Masovia trao khu vực này cho dòng họ Drzewicki. Dòng họ này sở hữu thị trấn Drzewica trong 500 năm và khi đó địa phận của thị trấn trải dài từ sông Pilica đến dãy núi Holy Cross. Năm 1429 tại Nieszawa, Drzewica được trao đặc quyền thị trấn theo Luật thị trấn của Đức bởi Vua Jogaila. Vào đầu thế kỷ 16, Drzewica thuộc hạt Opoczno, tỉnh Sandomierz của Lesser Poland và chủ sở hữu của nó là Maciej Drzewicki (thư ký riêng của Vua John I Albert). Tuy nhiên, thị trấn đã bị quân đội Thụy Điển phá huỷ vào năm 1655.
Vào thế kỷ 18, Drzewica trở thành một trong những trung tâm phát triển công nghiệp đầu tiên của Ba Lan, điển hình là một trong những lò cao đầu tiên của Ba Lan được xây dựng tại đây bởi Filip Szaniawski. Năm 1815, cùng với Quốc hội Ba Lan, Drzewica bị Đế quốc Nga sáp nhập. Năm 1869, sau cuộc nổi dậy tháng giêng, chính quyền Sa hoàng đã tước mất đặc quyền thị trấn của Drzewica. Vào ngày 8 tháng 9 năm 1939, cuộc giao tranh đẫm máu giữa Quân đội Ba Lan và lực lượng Wehrmacht của Đức đã diễn ra tại một khu rừng gần Drzewica. Năm 1942, người Đức đã mở một khu ổ chuột cho người Do Thái tại đây và hầu hết họ đều đã bị thiệt mạng trong cuộc diệt chủng Holocaust.